# Stari Cervîșcea, Kamin-Kașîrskîi
Stari Cervîșcea (în ucraineană Старі Червища) este un sat în comuna Tobolî din raionul Kamin-Kașîrskîi, regiunea Volînia, Ucraina.

## Demografie
Componența lingvistică a localității Stari Cervîșcea
     Ucraineană (100%)
Conform recensământului din 2001, toată populația localității Stari Cervîșcea era vorbitoare de ucraineană (100%).